# Haemaphysalis vietnamensis
Haemaphysalis vietnamensis är en fästingart som beskrevs av Harry Hoogstraal och Wilson 1966. Haemaphysalis vietnamensis ingår i släktet Haemaphysalis och familjen hårda fästingar. Inga underarter finns listade i Catalogue of Life.